# Andy Hallett
Andy Alcott Hallett (Barnstable, 4 de Agosto de 1975 – Los Angeles, 29 de Março de 2009) foi um cantor e ator Estadunidense, tornou-se conhecido fazendo o papel de Lorne na série de televisão Angel (2000-2004). Ele usou seus talentos de canto frequentemente no programa e tocou duas músicas no álbum da trilha sonora de 2005, Angel: Live Fast, Die Never.

## Biografia
Sua carreira começou quando o criador e produtor de Buffy the Vampire Slayer e Angel, Joss Whedon, o viu durante um show de Patti LaBelle e o convidou para um teste, no qual ele acabou por ser aprovado e mostrou seu talento.
Após uma batalha de cinco anos contra uma doença cardíaca, Hallett faleceu em 29 de Março de 2009 no Cedars-Sinai Hospital, em Los Angeles.

## Filmografia

### Televisão
- 2004 Angel como Lorne
- 2001 The Enforcers como Wallace

### Cinema
- 2005 Geppetto's Secret como Cricket
- 2002 Chance como Jack